# 斯特雷萨-莫塔罗纳山缆车坠落事故
2021年5月23日，意大利马焦雷湖附近的莫塔罗纳山的往复式索道斯特雷萨-莫塔羅納山缆车在距離山顶300（980英尺）處斷開，一輛纜車從高處坠落，造成14死、1名儿童重伤，重伤者被送往都灵医院救治。根據负责救援的国家高山洞穴救援队的说法，缆车在连接斯特雷萨镇和莫塔罗纳山山顶的线路上行驶时出事，墜落於一處林地。
此事故是意大利继1998年卡瓦莱斯缆车事故以来最严重的缆车灾难。也是世界范围内第五大架空索道事故，仅次于1976年意大利卡瓦莱塞缆车事故（43人死亡），1990年苏联格鲁吉亚第比利斯空中缆车事故（20人死亡），1998年意大利卡瓦莱斯缆车事故（20人死亡），1999年法国代沃吕伊地区圣埃蒂安缆车事故（20人死亡），1999年中國马岭河缆车坠毁特大事故（14人死亡）。

## 後續
調查人員發現纜車的緊急制動系統被人違規關閉，報道指纜車系統在2021年4月下旬恢復營運後曾出現異常，惟為免影響纜車運作，於是關閉緊急制動系統。事件中涉事纜車公司的東主和兩名主管被捕。2021年6月有報道指在2014年拍攝的影片中，可以看到當時纜車的緊急制動系統已被關閉。